# Río Chota
Der Río Chota ist der 28 km lange rechte Quellfluss des Río Mira im Nordwesten von Ecuador.

## Flusslauf
Der Río Chota entsteht 23 km östlich der Stadt Ibarra am Zusammenfluss von Río Mataquí und Río Escudillas. Von dort fließt er in westnordwestlicher Richtung. Dabei bildet der Fluss die Grenze zwischen der Provinz Carchi im Nordosten und der Provinz Imbabura im Südwesten. Auf den unteren 20 Kilometern verläuft die Fernstraße E35 entlang dem Flusslauf. Das Einzugsgebiet umfasst etwa 1750 km².
Das obere Chota-Tal (spanisch: Valle del Chota) war in der Kolonialzeit durch Zuckerrohr-Plantagen geprägt, die vor allem mit der Arbeit schwarzafrikanischer Sklaven betrieben wurden. Deswegen weist die Gegend noch heute einen hohen Anteil afroecuadorianischer Population auf, die teilweise westafrikanische Bräuche beibehalten haben. Infrastrukturell ist die Region stark vernachlässigt und gehört zu den wirtschaftlich schwächsten des Landes. Die Bewohner leben noch heute hauptsächlich vom Zuckerrohr-Anbau. Da das Chota-Tal keine Verwaltungseinheit ist, sind seine Grenzen fließend, weshalb auch die Angaben über die Einwohnerzahl zwischen 7000 und 30.000 variieren, je nachdem, welche Orte hinzugezählt werden bzw. ob nur der Teil des Chota-Tals, der am Río Chota liegt, oder auch der geographisch zugehörige Teil des Tals, in dem der Fluss Río Mira heißt, gerechnet wird.
Internationale Bekanntheit erlangte das Chota-Tal, da vier Leistungsträger der Fußballnationalmannschaft Ecuadors bei der Fußball-Weltmeisterschaft 2006 (de la Cruz, Delgado, Méndez und Espinoza) von dort stammen.